# Fire on the water
Fire on the water is een single van Chris de Burgh. Het was de eerste single afkomstig van zijn album Into the light.
De Burgh voelt het vuur branden op water in zijn liefde voor zijn geliefde. B-kant The vision gaat over vrede tegenover oorlog, paradijs tegenover slagveld, alpha tegenover omega.
Het plaatje haalde in een beperkt aantal landen de hitparade (geen notering in de Benelux):
- Australië : een 100ste plaats
- Duitsland: een 46e plaats in tien weken
- Ierland: een 19e plaats in drie weken
- Verenigd Koninkrijk: een 88e plaats in drie weken
- Zwitserland: een 16e plaats in zes weken